# Герцберг, Густав Фридрих
Густав Фридрих Герцберг (19 января 1826 — 16 ноября 1907) — немецкий историк, профессор Галльского университета.

## Биография
Родился в 1826 году в Галле. Был старшим сыном медицинского советника Густава Людвига Герцберга и его жены Фридерики, урождённой Бухольц. С 1835 по 1843 год он посещал отделение учреждения Франке, где его отец работал врачом, и в 17 лет получил там аттестат зрелости.
По просьбе матери стал изучал богословие в университете Галле. С осени 1844 года начал изучать восточную и античную филологию в Лейпцигском университете и вернулся в университет Галле в 1847 году. Получил 30 ноября 1848 года докторскую степень по философии. В 1850 году он сдал государственный экзамен и занял должность помощника учителя в учреждения Франке, где ранее учился; преподавал там до 1855 года. В 1851 году прошёл процедуру хабилитации в университете Галле, написав «De rebus Graecorum inde ab Achaici foederis interitu usque ad Antoninorum aetatem» по древней истории. В 1854 году он поступил в масонскую ложу «Zu den Drei Degen». Был членом Национал-либеральной партии. Министр культуры Пруссии Мориц Август фон Бетманн-Хольвег вызвал его в 1858 году в Берлин, где Герцберг до 1860 года редактировал еженедельную газету «Preußische Wochenblatt». Впоследствии, с 1866 по 1871 годы, он занимался редакционной деятельностью в национал-либеральном издании «Hallische Tageblatt».
После его возвращения в Галле 4 апреля 1860 года он был назначен адъюнкт-профессором древней истории Галльского университета; Когда в 1889 году Эдуард Мейер стал первым профессором древней истории в университете, Герцберг получил статус ординарного профессора.
Умер 16 ноября 1907 года и был похоронен на Stadtgottesacker (нем.).
В 1854 году женился на Розалии Циммерманн, которая умерла в 1859 году, при родах сына Генриха. В этом браке у него было две дочери и сын. В 1862 году женился вторично, на Августе Зиберт, которая родила ему ещё одну дочь.
Был почётным гражданином Галле. Награждён орденами: Красного орла 4-й степени, Короны 3 -го класса.
По случаю 100-летия со дня его смерти 16 ноября 2007 года была открыта мемориальная доска в доме, где он скончался, на Бернбургерштрассе, 2 в Галле.